# Aachenosaurus
Con Aachenosaurus (Smets, 1888) ci si riferisce ad un fossile inizialmente considerato appartenente ad un dinosauro a becco d'anatra.
In seguito si scoprì che il reperto era soltanto un tronco pietrificato.

## Etimologia
Il nome del fossile significa "lucertola di Aquisgrana", in riferimento all'omonimo deposito dove è stato trovato il fossile.

## Ritrovamento
Aachenosaurus è stato trovato nel 1888, dal paleontologo Gerard Smets, che chiamò l'animale Aachenosaurus multidens. Basandosi sui pochi resti fossili ritrovati, si era stimato che fosse lungo 5 metri.